# Ладлоу-стріт (Мангеттен)
Ладлоу-стріт (англ. Ludlow Street) — вулиця яка проходить між Х'юстон-стріт і Дивіжн-стріт на Нижньому Іст-Сайді Мангеттена в Нью-Йорку. Рух транспорту по цій вулиці з одностороннім рухом йде на південь.

## Історія
Земля, яка зараз є Ладлоу-стріт, колись була частиною величезного маєтку Де Лансі, який був конфіскований у Джеймса Де Лансі після війни за незалежність через його статус лояліста та проданий на аукціоні. До початку 19 століття спекулятивні будівельники побудували гідне житло для робітників на Ладлоу-стріт, а також на інших вулицях поблизу, таких як Елдрідж, Форсайт і Крісті-стріт. У середині століття Ладлоу-стріт знаходилась в центрі Кляйндойчланда, де оселилася велика кількість німецькомовних іммігрантів, і був одним із неофіційних кордонів єврейської частини району разом із вулицями Гранд, Стентон і Пітт.